# Martha O'Driscoll
Martha O'Driscoll (Tulsa, Oklahoma, 4 de março de 1922 - Ocala, Flórida, 3 de novembro de 1998) foi uma atriz estadunidense.
Ela foi sepultada no Cemitério Rosehill Chicago.